# Ивсельбанк
Здание Иваново-Вознесенского губернского сельскохозяйственного кредитного союза («Ивсельбанк») — здание в городе Иваново, расположенное на углу улиц Красной Армии и Театральной. Является одним из наиболее ярких и известных в городе памятников архитектуры в стиле конструктивизма. Памятник архитектуры федерального значения.
Построено в 1927—1928 годах по проекту архитектора В. А. Веснина. Инициатором и организатором строительства выступил председатель правления «Ивсельбанка» Андрей Николаевич Спиридонов.
В настоящее время в здании и пристроенных к нему в постсоветское время корпусах размещается Отделение Иваново Банка России.

## История
В первой половине 1920-х годов для поддержки сельского хозяйства региона был создан Ивановский сельскохозяйственный банк («Ивсельбанк»), который первоначально располагался в здании на Театральной улице, дом 5. В конце 1926 года на фоне роста объёмов кредитования было принято решение о строительстве собственного, более просторного здания. Ключевую роль в реализации проекта сыграл председатель правления банка А. Н. Спиридонов.

### Проектирование и финансирование
В начале 1927 года был организован конкурс на лучший проект. Помимо проекта, представленного московским архитектором В. А. Весниным, в конкурсе участвовал проект губернского отдела коммунального хозяйства (губкомхоза). 13 апреля 1927 года правление «Ивсельбанка» выбрало проект Веснина. Местные архитекторы, участвовавшие в обсуждении, отметили, что проект губкомхоза носит «узко утилитарный» характер, в то время как работа Веснина «будет служить украшением города» и отличается «европейским характером».
Финансирование строительства велось за счёт долгосрочных ссуд, полученных в Россельбанке и Центральном сельскохозяйственном банке СССР на общую сумму 200 тыс. рублей. Общая сметная стоимость строительства оценивалась в 400 тыс. рублей.

### Строительство
28 апреля 1927 года состоялись публичные торги на подряд по возведению здания. Победителем была признана Новлянская кооперативно-строительная артель, предложившая наиболее выгодные условия (270 рублей за кубическую сажень).
Строительство велось быстрыми темпами. В. А. Веснин осуществлял авторский надзор, для чего трижды приезжал в Иваново-Вознесенск в 1927 году и давал высокую оценку качеству работ. Местная пресса, в частности газета «Рабочий край», активно освещала ход стройки, подчёркивая её значимость для города. В одной из статей от 13 августа 1927 года отмечалось:
Новое здание Ивсельбанка несомненно будет одно из самых красивых в городе. Постройка Ивсельбанка интересна с двух сторон: по быстроте хода работ и по сложности своей конструкции. Закладка здания была произведена 15 июля и уже 20 сентября оно вчерне будет окончено под крышу.
К концу 1927 года основная часть здания была возведена. Однако на этапе отделочных работ возникли трудности: строительная комиссия выявила нарушения в технологии приготовления штукатурного раствора, что потребовало переделки части работ. Также возникли проблемы с подключением здания к городской электросети, из-за чего первое время после сдачи оно освещалось керосиновыми лампами.
Здание было принято строительной комиссией 30 августа 1928 года. «Ивсельбанк» как кредитная организация был ликвидирован в 1930 году в ходе кредитной реформы, а его функции и здание были переданы Государственному банку СССР.

## Архитектура
Здание Ивсельбанка является эталонным примером конструктивизма, в котором В. А. Веснин воплотил все основные принципы этого стиля: функциональность планировки, асимметричная композиция, построенная на сочетании монументальных геометрических объёмов, использование современных материалов (железобетонный каркас, кирпичные стены), большие площади остекления и плоская кровля.
Трёхэтажное Г-образное в плане здание расположено на пересечении улиц Красной Армии и Театральной. Динамичная композиция строится на контрасте глухих оштукатуренных стен и ленточного остекления. Угол здания акцентирован мощным полуцилиндрическим объёмом лестничной клетки, нависающим в виде эркера над первым этажом. Этот приём, а также сплошное остекление первого этажа и уменьшение площади окон на верхних этажах создают эффект визуального облегчения массивного сооружения.
Несущей конструкцией здания является железобетонный каркас, стены выполнены из кирпича и оштукатурены.

### Интерьеры
Планировка здания строго функциональна. Первый этаж изначально предназначался для универмага Единого потребительского общества, поэтому главный вход расположен на углу и ведёт в вестибюль с центральной лестницей. На втором этаже находились два больших операционных зала, на третьем — служебные помещения банка. Интерьеры операционных залов представляли собой свободные пространства с двумя рядами тонких, широко расставленных железобетонных опор, что обеспечивало хорошее естественное освещение. Согласно проекту, парадная лестница должна была быть отделана дубом.

## Современное состояние
В 1989 году в облик здания были внесены незначительные изменения: плоский козырёк над входом заменили пологой двускатной крышей. В 1995—1998 годах был построен новый архитектурный комплекс Отделения Банка России, который включил в себя историческое здание Ивсельбанка как центральный элемент. Несмотря на это, памятник архитектуры, по мнению исследователей, больше гармонирует с расположенным через дорогу зданием филармонии (также памятник конструктивизма), чем с пристроенными к нему в постсоветское время корпусами.
- Текстильный магазин в Ивсельбанке, 1928 год.
- Здание Ивановской филармонии на фоне Ивсельбанка